# 突撃!イドバタ7
『突撃!イドバタ7』（とつげき イドバタセブン）は、テレビ東京系列局ほかで放送されていたテレビ東京とホリプロによる共同製作のバラエティ番組である。全14回。ハイビジョン制作、ステレオ放送。テレビ東京系列局では2004年10月18日から2005年3月14日まで、毎週月曜 19:00 - 19:54 （日本標準時）に放送。

## 概要
2004年8月まで同時間帯で放送されていた前番組『爛漫!モトどる3人娘』のリニューアル版で、同番組からの継続出演者である榊原郁恵、井森美幸、山瀬まみと新メンバーのさまぁ〜ずがMCを務めていた。
番組は、榊原らが気になる人物をスタジオに招いて話を聞く「今週のイドバタ7」のコーナーと、井森と山瀬がロケ先の商店街で出会った人々の自宅を訪問する「イモヤマのいきなり家庭訪問」のコーナーによって構成されていた。
これを以って『徳光和夫の情報スピリッツ』から続いた。井森美幸MC月曜の顔は10年間の歴史に幕を閉じた。

## 出演者
- 榊原郁恵
- 井森美幸
- 山瀬まみ
- 大竹一樹（さまぁ〜ず）
- 三村マサカズ（さまぁ〜ず）

## エンディングテーマ
- Nothing To Lose （SINSKE） - 後期エンディングテーマ[3]。

## 放送局
| 放送対象地域   | 放送局             | 系列           | 放送日時           | 備考       |
| -------------- | ------------------ | -------------- | ------------------ | ---------- |
| 関東広域圏     | テレビ東京         | テレビ東京系列 | 月曜 19:00 - 19:54 | 製作局     |
| 北海道         | テレビ北海道       | テレビ東京系列 | 月曜 19:00 - 19:54 | 同時ネット |
| 愛知県         | テレビ愛知         | テレビ東京系列 | 月曜 19:00 - 19:54 | 同時ネット |
| 大阪府         | テレビ大阪         | テレビ東京系列 | 月曜 19:00 - 19:54 | 同時ネット |
| 岡山県・香川県 | テレビせとうち     | テレビ東京系列 | 月曜 19:00 - 19:54 | 同時ネット |
| 福岡県         | TVQ九州放送        | テレビ東京系列 | 月曜 19:00 - 19:54 | 同時ネット |
| 岐阜県         | 岐阜テレビ         | 独立UHF局      | 月曜 19:00 - 19:54 | 同時ネット |
| 奈良県         | 奈良テレビ         | 独立UHF局      | 月曜 19:00 - 19:54 | 同時ネット |
| 三重県         | 三重テレビ         | 独立UHF局      | 水曜 20:00 - 20:55 |            |
| 滋賀県         | びわ湖放送         | 独立UHF局      | 水曜 19:00 - 19:55 |            |
| 岩手県         | 岩手朝日テレビ     | テレビ朝日系列 | 土曜 12:55 - 13:50 |            |
| 宮城県         | 東日本放送         | テレビ朝日系列 | 土曜 10:45 - 11:40 |            |
| 福島県         | 福島放送           | テレビ朝日系列 | 土曜 12:00 - 12:55 |            |
| 長野県         | 長野朝日放送       | テレビ朝日系列 | 日曜 12:00 - 12:55 |            |
| 富山県         | チューリップテレビ | TBS系列        | 金曜 10:35 - 11:30 |            |
| 石川県         | 北陸放送           | TBS系列        | 日曜 10:00 - 10:55 |            |
| 静岡県         | 静岡第一テレビ     | 日本テレビ系列 | 水曜 15:52 - 16:49 |            |
| 鳥取県・島根県 | 日本海テレビ       | 日本テレビ系列 | 月曜 16:30 - 17:24 |            |
| 広島県         | 広島テレビ         | 日本テレビ系列 | 月曜 15:55 - 16:50 |            |
| 山口県         | 山口放送           | 日本テレビ系列 | 月曜 16:00 - 16:54 |            |
| 鹿児島県       | 鹿児島讀賣テレビ   | 日本テレビ系列 | 土曜 10:30 - 11:25 |            |
| 日本全域       | BSジャパン         | BSデジタル放送 | 金曜 19:00 - 19:54 |            |